# Карпов, Николай Васильевич
Ка́рпов Никола́й Васи́льевич (19 ноября 1949, Москва — 26 (или 27 марта)  2014, там же) — заслуженный артист России, постановщик боёв в театре и кино, профессор, заведующий кафедрой сценической пластики РУТИ — ГИТИС, президент международного фестиваля «Серебряная шпага».

## Биография
Родился в Калужской области, детство провёл в районе Олимпийского проспекта. Творческий путь начал в театральной студии «Маяк-64», в 1971 окончил Высшее театральное училище имени М. С. Щепкина (курс Н.А. Анненкова) и ассистентуру по кафедре сценического движения (у проф. А. Б. Немеровского).
Служил в Московском областном театре юного зрителя в Царицыно. 
В 1976 г. стал преподавателем сценического движения и сценического боя в ГИТИСе. С 1991 года — заведующий кафедрой сценической пластики ГИТИСа. Среди его учеников: Сергей Голомазов, Сергей Женовач, Андрей Ростоцкий, Андрей Рыклин, Дмитрий Дюжев, Виктор Раков, Елена Яковлева, Владимир Панков и др. 

«В "Ленкоме" всегда обращали внимание на то, как артист поёт, двигается. А у нас в институте был прекрасный педагог по сценическому движению – Николай Васильевич Карпов, уроки которого мы все очень любили. Показали всё, на что способны, вот так я и стал актёром "Ленкома"».— Виктор Раков: Мне всегда нравилось петь
Создал свою группу каскадёров, в которую входили как спортсмены (А. Малышев, В. Волостных), так и профессиональные актёры (А. Ростоцкий, Г. Богданов и др.). Ставил бои и поединки в театре и кино, внёс значительный вклад в развитие российской школы сценического фехтования.
Проводил мастер-классы по сцендвижению в театрах страны по линии СТД. В 1976 году вместе с И. Ю. Промптовой вёл двухгодичный семинар в Великолукском драматическом театре, по итогам которого поставил движенческий спектакль «На сцене молодые»; на премьеру приезжал учитель Карпова А. Б. Немеровский.
Неоднократно приглашался проводить мастер-классы в театральных школах Европы. С 1990 года регулярно проводил семинары в Летней театральной школе Prima del teatro итальянского города Пиза, а также в итальянских театрах.
В 2007 г. организовал и возглавил первый в мире фестиваль сценического фехтования «Серебряная шпага», который с 2013 г. стал международным. В 2013 г. на базе фестиваля организовал «Школу юного мушкетёра» — первую в России школу сценического фехтования для детей от 6 до 13 лет. Костяк школы составляли дети и внуки известных артистов (Д. Певцова, И. Старыгина, П. Майкова, А. Богарт, М. Полицеймако и др.).
В начале 2013 г. стало известно, что Н. В. Карпов болен раком. Сообщение быстро разошлось в блогах и социальных сетях, и, во многом, благодаря этому удалось собрать немалые средства на лечение. 
Скончался 26 марта 2014 года в Москве. Отпевание прошло 29 марта в Храме Спаса Нерукотворного Образа на Сетуни. Похоронен на Троекуровском кладбище.
Неоценимую помощь в последние годы жизни Н. В. Карпову оказывал Дмитрий Певцов, который взял на себя и заботы по похоронам своего учителя. «Николай Васильевич не был моим педагогом. Но я считаю себя его учеником», — сказал Певцов на церемонии прощания.
Вторая жена — актриса и педагог ГИТИСа Мария Шмаевич, от которой двое детей — Михаил и Микеля.

## Память
С 2014 г. имя Карпова носит основанный им Международный фестиваль сценического фехтования «Серебряная шпага».
19 ноября 2014 г. в учебном театра ГИТИСа прошёл вечер памяти Н. В. Карпова, на котором выступили С. Женовач, С. Голомазов, Д. Певцов, А. Дрознин, А. Рыклин и другие сподвижники и ученики.
С 2014 г. 19 или 20 ноября в ГИТИСе проходит ежегодный Вечер сценической пластики, посвящённый памяти Карпова и приуроченный к его дню рождения.
В конце 2014 г. в издательстве ГИТИСа вышел сборник «"Серебряная шпага" в зеркале сцены: О Николае Карпове» (сост. А. Закиров), в который вошли работа Карпова «Уроки сценического движения», а также беседы, расшифровки выступления на лабораториях, интервью и воспоминания о мастере.
В 2024 г. издательство ГИТИСа выпустило сборник «Николай Карпов: От движения к действию» (сост. А. Павлова).

## Спектакли (режиссёрские работы)
- «На сцене молодые» — Великолукский драматический театр

## Фильмография
- 1980 — «Эскадрон гусар летучих» — Тардье
- 1983 — «Непобедимый» — Ахмед
- 1983 — «Петля» — Тофик, 2 сер.
- 1984 — «ТАСС уполномочен заявить…» — эпизод, 10 сер.
- 1985 — «И на камнях растут деревья» — Отар
- 1990 — «Зверобой» — офицер
- 2003 — «С Новым годом! С новым счастьем!» — эпизод